# الاموسا شرق (کلرادو)
الاموسا شرق، کلورادو (به انگلیسی: Alamosa East, Colorado) یک منطقهٔ مسکونی در ایالات متحده آمریکا است که در کلرادو واقع شده‌است.

## خصوصیات
الاموسا شرق ۹٫۴ کیلومترمربع مساحت و ۱٬۴۵۸ نفر جمعیت دارد.